# Caccobius polygonus
Caccobius polygonus är en skalbaggsart som beskrevs av D'orbigny 1911. Caccobius polygonus ingår i släktet Caccobius och familjen bladhorningar. Inga underarter finns listade.